# 关圣帝君庙碑
关圣帝君庙碑，位于山东省泰安市宁阳县东疏镇。是中华人民共和国山东省省级文物保护单位之一。
2015年6月23日，列入第五批山东省文物保护单位，该文物保护单位分类为石窟寺及石刻。